# Priero
Priero (piemontiul: Prié) település Olaszországban, Piemont régióban, Cuneo megyében. Lakosainak száma 498 fő (2023. január 1.). Priero Ceva, Montezemolo, Murialdo, Perlo, Sale delle Langhe és Castelnuovo di Ceva községekkel határos.

## Népesség
A település lakossága az elmúlt években az alábbi módon változott:
| Lakosok száma | 513  | 516  | 498  |
|               | 2017 | 2018 | 2023 |